# Katedrála svatého Matouše (Chartúm)
Katedrála svatého Matouše nebo Chartúmská katedrála je církevní stavba, která se nachází v Chartúmu, hlavním městě afrického Súdánu a státu Chartúm, a je sídlem arcibiskupa chartúmské arcidiecéze. Patronem je sv. apoštol a evangelista Matouš.

## Historie

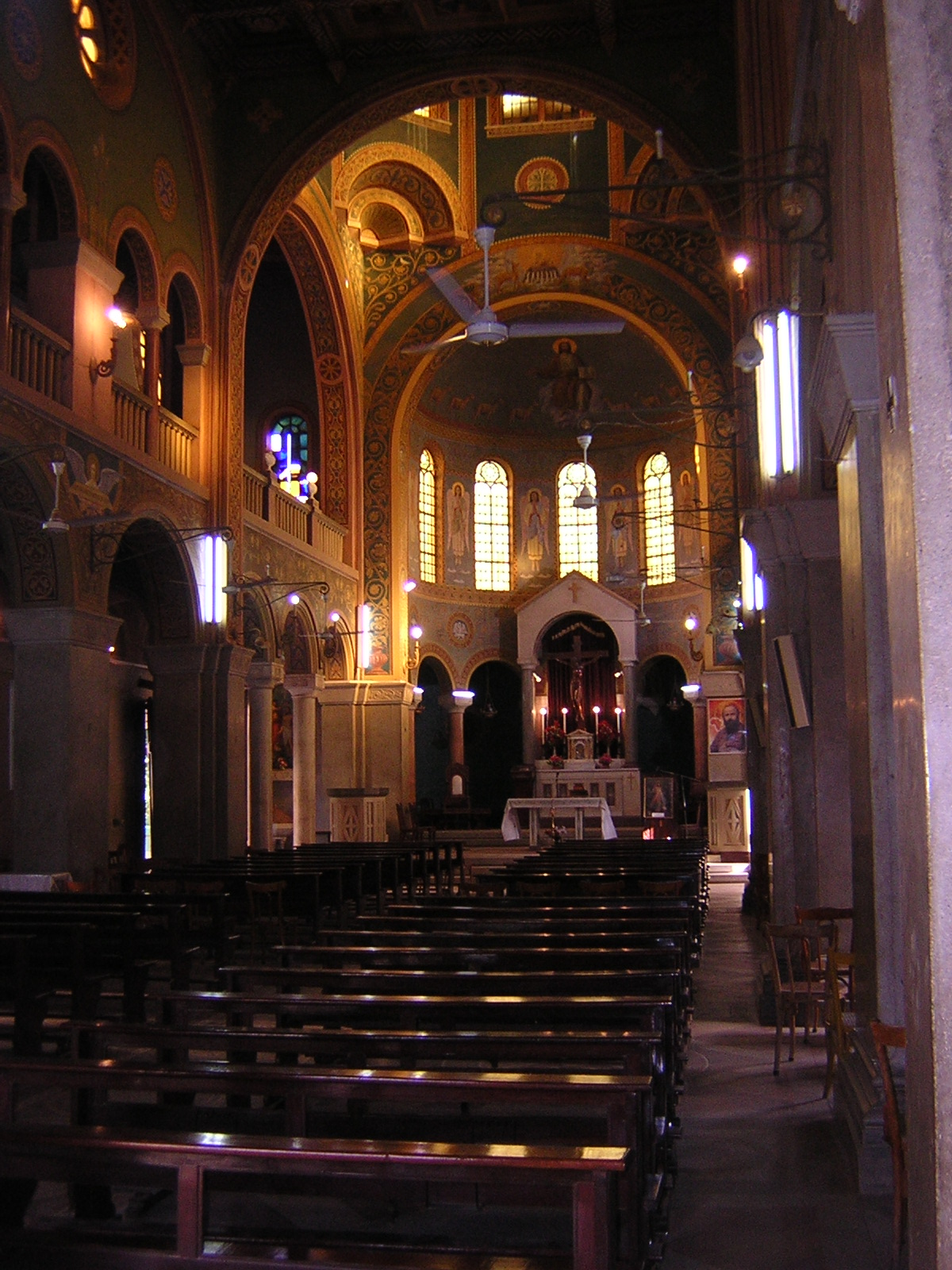
Interiér katedrály

Katedrála se nachází na břehu Modrého Nilu 200 metrů severně od Faroukovy mešity. V roce 1846 zde byl pod vedením primase M. Casolaniho zřízen apoštolský vikariát pro střední Afriku.
Jako katedrála sloužil první malý kostel, který byl postaven v roce 1847. Apoštolský vikariát byl v roce 1872 svěřen Misionářům Nejsvětějšího Srdce Páně, které založil Daniel Comboni, jenž byl apoštolským vikářem od roku 1872 až do své smrti v roce 1881. V roce 1885 město obsadili mahdisté, kteří zničili všechny misie v zemi. Válka skončila v roce 1898 bitvou u Omdurmánu (naproti Chartúmu). Malá katedrála byla v roce 1885 zbořena mahdistickými fanatiky.
Když Britové vybudovali moderní město Chartúm, hlavní město anglo-egyptského Súdánu, s širokými třídami, dokončili v roce 1908 novou trojlodní katedrální baziliku v novorománském stylu s vysokou věží na jedné straně.